# Dysenteri

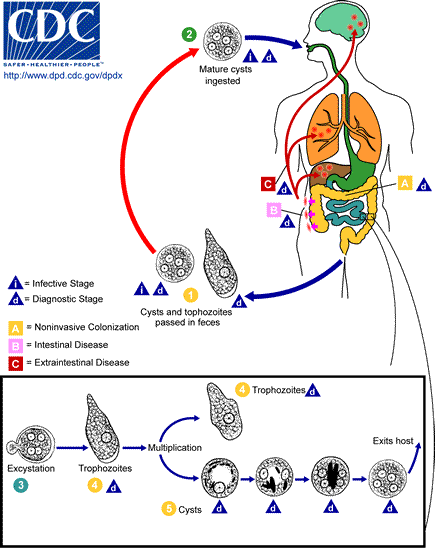
En schematisk översikt över förloppet under amöbadysenteri.

Dysenteri (förr rödsot eller bållsjuka) är en akut tarminflammation. Den kan orsakas av bakterier eller amöbor som oftast kommer in i matspjälkningskanalen genom att man äter infekterad mat. I tarmarna uppstår då en inflammation som allvarligt försämrar allmäntillståndet. Smittan sprids från dåligt vatten och mat men även direkt mellan människor. Dysenteri kan behandlas med antibiotika. I u-länder är dock antibiotika dyrt, och viss förekomst av antibiotikaresistens finns hos dysenteribakterier. Viktiga symptom är intensiv  diarré och blod i avföringen. Andra vanliga symptom är magkramp, feber och smärta i ändtarmen. Mindre ofta förekommer också blodförgiftning och njursvikt. Rödsot var en vanlig sjukdom före 1900-talet.
Dysenteri delas in i två huvudtyper: 
1. Den ena orsakas av bakterier i släktet Shigella. De första dysenteribakterierna upptäcktes 1898 av den japanska läkaren Kiyoshi Shiga.
2. Den andra orsakas av protisten Entamoeba histolytica.

## Etiologi

### Bakteriedysenteri
Patienter med bakteriedysenteri kan ofta tillfriskna utan antibiotikabehandling. Men antibiotikabehandling rekommenderas ändå, eftersom sjukdomen är relativt allvarlig och mycket smittsam. Den kan överföras till exempel av kläder, dörrhandtag och toalettstolar. I allvarligare fall kan patienten behöva läggas in på sjukhus.

### Amöbadysenteri
Amöbadysenteri är en tropisk parasitsjukdom som orsakas av en encellig organism som lever i vattensamlingar. Infektionen uppkommer genom att man får i sig förorenat dricksvatten eller mat och amöborna förökar sig i tarmen. De angriper tjocktarmen så att det uppstår en inflammation i dess slemhinna. Symptomen är desamma som vid dysenteri orsakad av bakterier. Amöborna kan dock även angripa levern och andra inre organ och orsaka varbildning i dessa. Sjukdomen kan bli kronisk om den inte behandlas. Den diagnostiseras genom ett avföringsprov varvid man genom mikroskopisk undersökning finner de encelliga organismerna. Amöbadysenteri behandlas med antibiotika.

## Sverige
Mer än 5 % av Sveriges befolkning avled under 1773. Av dödsfallen kan 25 % kopplas till den rödsot/dysenteriepidemi som inleddes under året, och som kan kopplas samman med missväxten 1772–1773. År 1851 inträffade det sista stora utbrottet i Sverige då 26 000 människor dog. 